# Muhlenbergia curviaristata
Muhlenbergia curviaristata är en gräsart som först beskrevs av Jisaburo Ohwi, och fick sitt nu gällande namn av Jisaburo Ohwi. Muhlenbergia curviaristata ingår i släktet muhlygräs, och familjen gräs. Inga underarter finns listade i Catalogue of Life.